# Johann Gerhard Heimpel
Johann Gerhard Heimpel (* 1. Mai 1802; † im 19. Jahrhundert) war ein Politiker der Freien Stadt Frankfurt.
Johann Gerhard Heimpel war Zimmermeister in Frankfurt am Main. Von 1844 bis 1859 war er als Ratsverwandter Mitglied im Senat der Freien Stadt Frankfurt. Von 1817 bis 1827 war er Mitglied des Engeren Rates. Er gehörte dem Gesetzgebenden Körper von 1838 bis 1839 und 1841 bis 1842 und der Ständigen Bürgerrepräsentation von 1839 bis 1843 an.